# یاسین ابراهیمی
یاسین نصرالدین ابراهیمی (زادهٔ ۸ فوریهٔ ۱۹۹۰) بازیکن فوتبال اهل الجزایر است.
وی همچنین در تیم ملی فوتبال الجزایر بازی کرده‌است.وی در لیگ قهرمانان اروپا با زدن 8 گل جز گلزن ترین بازیکنان الجزایری است